# 本川根町
本川根町（ほんかわねちょう）は、静岡県榛原郡の最北に位置していた山間の町。
大井川が蛇行しながら町を南北に流れ、わずかな平地に集落が点在する。蒸気機関車で知られる大井川鐵道の北のターミナル千頭駅を擁し、寸又峡温泉や接岨峡温泉、南アルプス南部の登山基地としてシーズンは観光客で賑わう。また大井川ダムを始めとする水力発電施設は町の重要な産業の1つとなっている。

## 地理
- 山：光岳
- 河川：大井川、寸又川
- 湖沼：接岨湖

### 隣接していた自治体
- 静岡県
  - 静岡市
  - 浜松市
  - 榛原郡：中川根町、川根町
- 長野県
  - 下伊那郡：南信濃村

## 歴史
- 1889年（明治22年）10月1日
  - 崎平村、千頭村、奥泉村、大間村が合併し、榛原郡上川根村として村制施行。
  - 上岸村、青部村、田代村、藤川村、桑野山村、梅地村が合併し、志太郡東川根村として村制施行。
- 1956年（昭和31年）9月30日 - 上川根村と東川根村が合併し、榛原郡本川根町として町制施行。
- 1957年（昭和32年）3月31日 - 文沢地区（旧・藤川村の一部）を分割し、中川根町に編入。
- 1957年（昭和32年）9月18日 - 町役場の位置を藤川909から千頭1183-3に変更[1] 。
- 1964年（昭和39年）6月1日 - 南アルプスが国立公園に指定され、光岳が指定区域に入る。
- 1968年（昭和43年）2月20日 - 寸又峡温泉の「ふじみ屋」旅館で金嬉老事件が発生。
- 1969年（昭和44年）3月 - 千頭森林鉄道廃止[2]。
- 1987年（昭和62年）4月1日 - 長島ダム建設にともなう水没世帯等の転出により、戸数が半減した犬間・梅地の両地区を合わせ接岨地区と呼ばれる地域を設定[3][4] 。
- 2005年（平成17年）9月20日
  - 中川根町と合併して川根本町となる。
  - 本川根町藤川が「東藤川」、中川根町藤川（旧榛原郡藤川村）が「元藤川」に改名。

## 行政
歴代町長
1. 松岡嘉兵衛（1956年11月17日 - 1958年4月25日）
2. 鈴木治平（1958年6月13日 - 1966年6月11日）
3. 松岡敏治（1966年6月12日 - 1974年6月11日）
4. 佐藤正美（1974年6月12日 - 1986年6月11日）
5. 松岡武平（1986年6月12日 - 1998年6月11日）
6. 鈴木敏夫（1998年6月12日 - 2005年9月19日）

## 地域

### 教育
- 川根本町立本川根中学校
- 北小学校（廃校）
- 南小学校（廃校）
2006年（平成18年）に北小学校と南小学校が統合され、新たに川根本町立本川根小学校という名称になった。

## 交通

### 鉄道路線
- 大井川鐵道
  - 大井川本線
  - 井川線

### 道路
- 国道362号

道の駅
- 奥大井音戯の郷

## 名所・旧跡・観光スポット・祭事・催事
- 寸又峡温泉
- 接岨峡温泉
- 夢の吊橋
- 夢想吊橋
- 千頭温泉

## 参考資料
本川根町史編さん委員会, ed (2000-03). 本川根町史 資料編 5 (近現代 2). 本川根町